# Jan Jans
Jan Jans (* 1954) ist ein niederländischer römisch-katholischer Theologe.

## Leben
Jans studierte römisch-katholische Theologie. Seit 1991 ist Jans an der Universität Tilburg beschäftigt und seit 2006 ist er als Hochschullehrer für Katholische Theologie an der Universität Tilburg in den Niederlanden tätig. Seit 2002 hat Jans eine Gastprofessur am St Augustine College in Südafrika bei Johannesburg inne.

## Werke (Auswahl)
- Mens, Machine, Mens. Nieuwe media en maatschappelijke relaties, (gemeinschaftlich mit C. Mast, W. Donk, J. van de Hemels) Valkhof Pers., (Annalen van het Thijmgenootschap 89/3), Nijmegen 2001
- La régulation des naissances à Vatican II: une semaine de crise. Peeters, (Annua nuntia Lovaniensia 43), Leuven 2002
- Für die Freiheit verantwortlich, Festschrift für Karl-Wilhelm Merks zum 65. Geburtstag, Acad. Press, Freiburg, Schweiz 2004
- Twee geboden of tien? Een bundel moraaltheologische teksten en artikelen geschreven door A.L.M. Wouters, Tilburg: Dept. Religiewetenschappen en Theologie, Universiteit van Tilburg 2007
- Societas Ethica Annual/Jahrbuch 2008, Societas Ethica, (Ethics of Life Sciences, 45), Lausanne 2008